# Nakibou Aboubakari
Nakibou Aboubakari (* 10. März 1993 in St. Denis) ist ein in Frankreich geborener komorischer Fußballnationalspieler.

## Karriere

### Verein
Aboubakari startete seine Karriere mit sechs Jahren in der Bambini Mannschaft des FCM Garges. Nachdem er ein Jahr in der G-Jugend im District du Val d’Oise de Football gespielt hatte, wechselte er im Alter von fünf Jahren zu Paris Saint-Germain. Dort spielte er fünf Jahre und wurde nach der Übernahme von Colony Capital aus der B-Jugend-Mannschaft aussortiert. Somit wechselte er im Sommer 2008 zur B-Jugend des EA Guingamp und wurde nach der ersten schwierigen Saison in der U-17, in der Saison 2009/10 zum Leistungsträger. Im Sommer 2010/11 rückte Aboubakari in die U-19 auf und scheitere erst im Viertelfinale des Coupe Gambardella am AS Monaco. Im Sommer 2011 rückte er in die CFA spielende B-Mannschaft auf und spielte bis zum Saisonende in 23 Spielen für die Reserve aus Guingamp. Zudem gab er am 20. September 2011 sein Profi-Debüt in der Ligue 2 für Guingamp gegen den US Boulogne.

### Nationalmannschaft
Aboubakari ist seit 2011 A-Nationalspieler für die Komoren. Er gab sein A-Länderspieldebüt am 15. November 2011 für die komorische Fußballnationalmannschaft unter Mohamed Chamité Abdérémane gegen die mosambikanische Fußballnationalmannschaft.